# Paris–Roubaix 1991

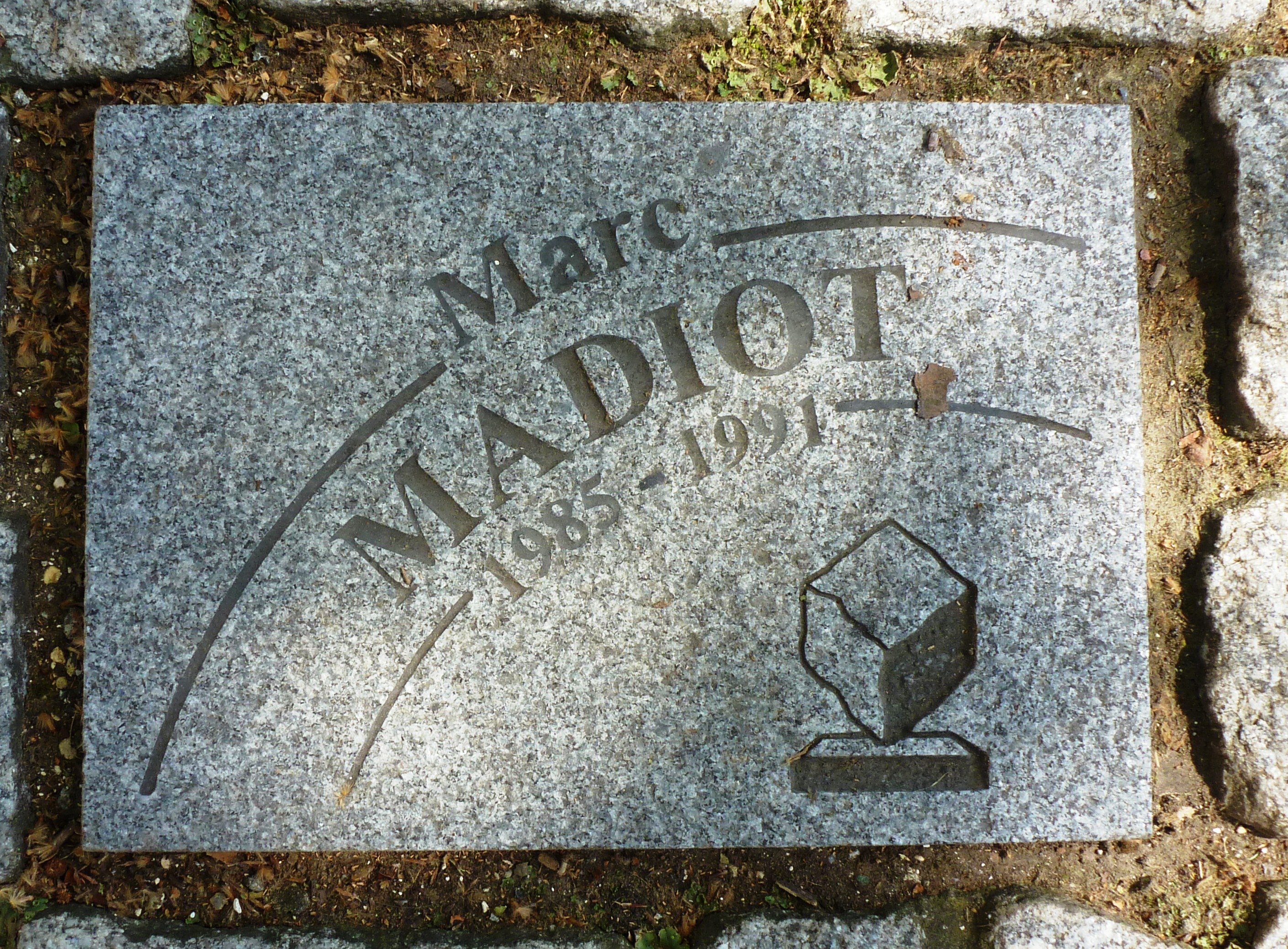
Pflasterstein zu Ehren des Siegers Marc Madiot auf der Allée Charles Crupelandt in Roubaix

Das Eintagesrennen Paris–Roubaix 1991 war die 89. Austragung des Radsportklassikers und fand am Sonntag, den 14. April 1991, statt.
Das Rennen führte von Compiègne, rund 80 Kilometer nördlich von Paris, nach Roubaix, wo es im Vélodrome André-Pétrieux endete. Die gesamte Strecke war 266,5 Kilometer lang. Es starteten 196 Fahrer, von denen sich 96 platzieren konnten. Der Sieger Marc Madiot absolvierte das Rennen mit einer Durchschnittsgeschwindigkeit von 37,332 km/h.
An der Carrefour de l’Arbre, rund 16 Kilometer vor dem Ziel, gab es eine führende Gruppe von fünf Fahrern. An diesem Punkt fuhr Marc Madiot, so wie er es auch 1985 gemacht hatte, einen erfolgreichen Angriff und gewann Paris–Roubaix zum zweiten Mal. Ihm wurde 2007 der damals neu geschaffene Kopfsteinsektor von Beuvry-la-Forêt nach Orchies gewidmet.